# Gilles Tremblay (hockey sur glace)
Pour les articles homonymes, voir Gilles Tremblay et Tremblay.
Jean Gilles Tremblay (né le 17 décembre 1938 à Montmorency, dans la province de Québec, au Canada, et mort le 26 novembre 2014 à Terrebonne) est un joueur professionnel canadien de hockey sur glace qui évoluait au poste d'ailier gauche,. Après sa retraite du hockey, il passe 27 ans derrière le micro lors de la diffusion de La Soirée du Hockey, au réseau français de Radio-Canada, en compagnie, notamment, de René Lecavalier.

## Biographie
Il commence sa carrière avec les Canadiens Junior d'Hull-Ottawa, qui remportent la Coupe Memorial en 1958, avec les entraineurs Sam Pollock et Scotty Bowman.
Il passe sa carrière professionnelle essentiellement dans la Ligue nationale de hockey avec les Canadiens de Montréal. Il gagne quatre Coupe Stanley avec Montréal en 1965, 1966, 1968, et 1969. Gilles Tremblay jouait à l'aile gauche et portait le numéro 21, puis 5.
Il est récipiendaire, en 2002, de la Médaille de l'Assemblée nationale.
Le Temple de la renommée du hockey lui rend hommage en lui remettant le prix Foster Hewitt en 2002 pour sa contribution dans le domaine des médias. 
Un hommage lui est aussi rendu en nommant un aréna à son nom dans l'arrondissement de Beauport. Cet aréna fut ouvert en 1971 et démoli en 2015. 
Il meurt le 26 novembre 2014 au Centre Hospitalier Pierre Le Gardeur à Terrebonne.

## Statistiques
| Saison     | Équipe                   | Ligue      |     | Saison régulière | Saison régulière | Saison régulière | Saison régulière | Saison régulière |   | Séries éliminatoires | Séries éliminatoires | Séries éliminatoires | Séries éliminatoires | Séries éliminatoires |
| Saison     | Équipe                   | Ligue      | PJ  | B                | A                | Pts              | Pun              | PJ               | B | A                    | Pts                  | Pun                  |                      |                      |
| 1956-1957  | Canadiens de Hull-Ottawa | AHO senior | 8   | 0                | 2                | 2                | 2                | -                | - | -                    | -                    | -                    |                      |                      |
| 1956-1957  | Canadiens de Hull-Ottawa | AHO junior | 18  | 3                | 4                | 7                | 12               | -                | - | -                    | -                    | -                    |                      |                      |
| 1956-1957  | Canadiens de Hull-Ottawa | LHQ        | 14  | 2                | 1                | 3                | 0                | -                | - | -                    | -                    | -                    |                      |                      |
| 1957-1958  | Canadiens de Hull-Ottawa | AHO senior | 36  | 13               | 19               | 32               | 10               | -                | - | -                    | -                    | -                    |                      |                      |
| 1957-1958  | Canadiens de Hull-Ottawa | AHO junior | 27  | 15               | 12               | 27               | 6                | -                | - | -                    | -                    | -                    |                      |                      |
| 1958-1959  | Canadiens de Hull-Ottawa | AHO senior | 3   | 1                | 0                | 1                | 4                | 3                | 1 | 0                    | 1                    | 0                    |                      |                      |
| 1958-1959  | Americans de Rochester   | LAH        | 3   | 1                | 1                | 2                | 2                | -                | - | -                    | -                    | -                    |                      |                      |
| 1959-1960  | Canadiens de Hull-Ottawa | EPHL       | 67  | 32               | 51               | 83               | 45               | 7                | 4 | 3                    | 7                    | 8                    |                      |                      |
| 1960-1961  | Canadiens de Hull-Ottawa | EPHL       | 14  | 9                | 11               | 20               | 12               | -                | - | -                    | -                    | -                    |                      |                      |
| 1960-1961  | Canadiens de Montréal    | LNH        | 45  | 7                | 11               | 18               | 4                | 6                | 1 | 3                    | 4                    | 0                    |                      |                      |
| 1961-1962  | Canadiens de Montréal    | LNH        | 70  | 32               | 22               | 54               | 28               | 6                | 1 | 0                    | 1                    | 2                    |                      |                      |
| 1962-1963  | Canadiens de Montréal    | LNH        | 60  | 25               | 24               | 49               | 42               | 5                | 2 | 0                    | 2                    | 0                    |                      |                      |
| 1963-1964  | Canadiens de Montréal    | LNH        | 61  | 22               | 15               | 37               | 21               | 2                | 0 | 0                    | 0                    | 0                    |                      |                      |
| 1964-1965  | Canadiens de Montréal    | LNH        | 26  | 9                | 7                | 16               | 16               | -                | - | -                    | -                    | -                    |                      |                      |
| 1965-1966  | Canadiens de Montréal    | LNH        | 70  | 27               | 21               | 48               | 24               | 10               | 4 | 5                    | 9                    | 0                    |                      |                      |
| 1966-1967  | Canadiens de Montréal    | LNH        | 62  | 13               | 19               | 32               | 16               | 10               | 0 | 1                    | 1                    | 0                    |                      |                      |
| 1967-1968  | Canadiens de Montréal    | LNH        | 71  | 23               | 28               | 51               | 8                | 9                | 1 | 5                    | 6                    | 2                    |                      |                      |
| 1968-1969  | Canadiens de Montréal    | LNH        | 44  | 10               | 15               | 25               | 2                | -                | - | -                    | -                    | -                    |                      |                      |
| Totaux LNH | Totaux LNH               | Totaux LNH | 509 | 168              | 162              | 330              | 161              | 48               | 9 | 14                   | 23                   | 4                    |                      |                      |

| Année | Équipe                   | Compétition    |    | PJ | B  | A  | Pts | Pun |
| 1957  | Canadiens de Hull-Ottawa | Coupe Memorial | 15 | 5  | 4  | 9  | 4   |     |
| 1958  | Canadiens de Hull-Ottawa | Coupe Memorial | 13 | 6  | 11 | 17 | 6   |     |
| 1959  | Canadiens de Hull-Ottawa | Coupe Memorial | 9  | 3  | 5  | 8  | 6   |     |